# 伊那福岡站
伊那福岡站（日语：／ Ina-fukuoka eki */?）是位於日本長野縣駒根市赤穗福岡的東海旅客鐵道（JR東海）飯田線車站。本站平日有一班列車前往岡谷站。

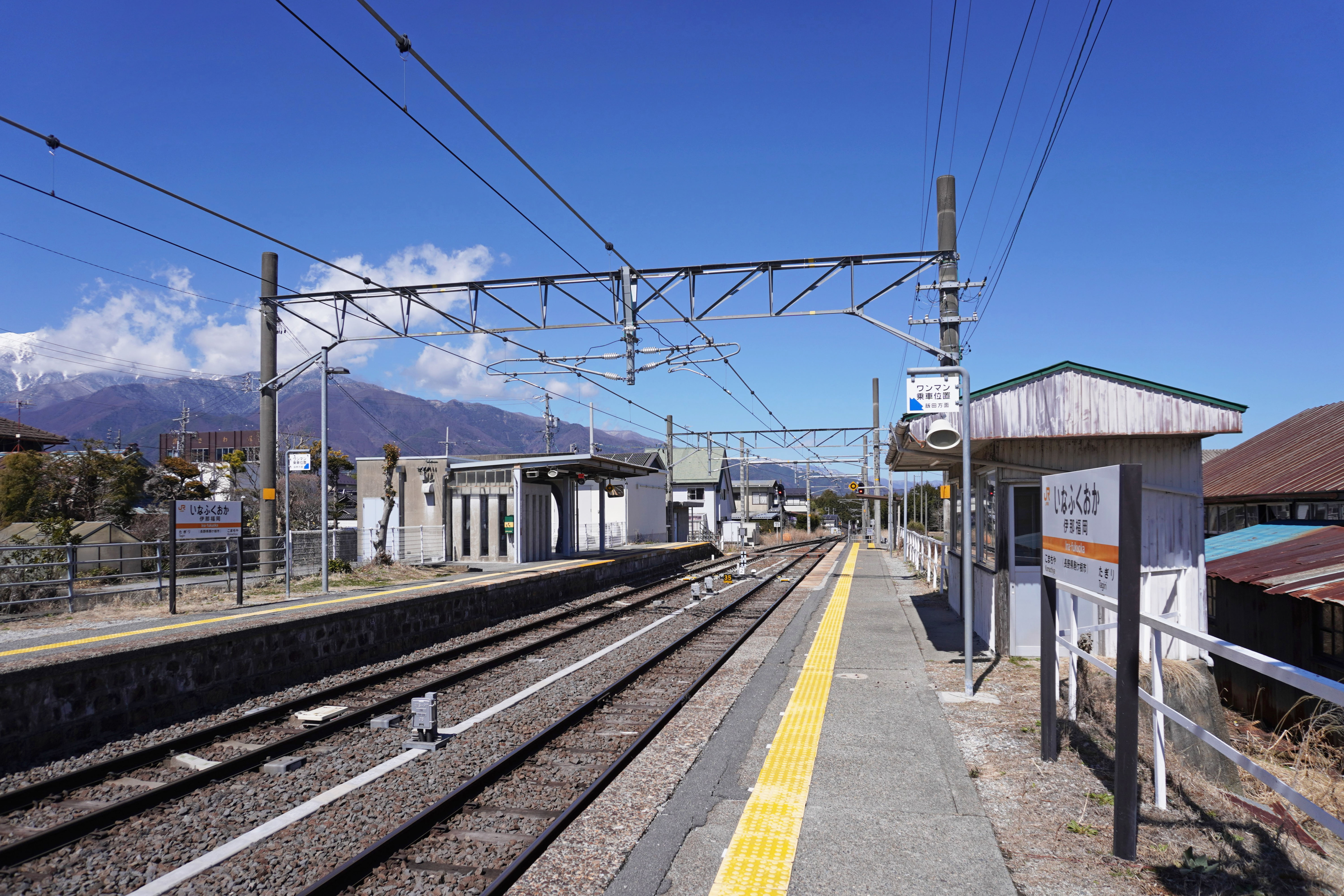
月台全景(2023年3月)

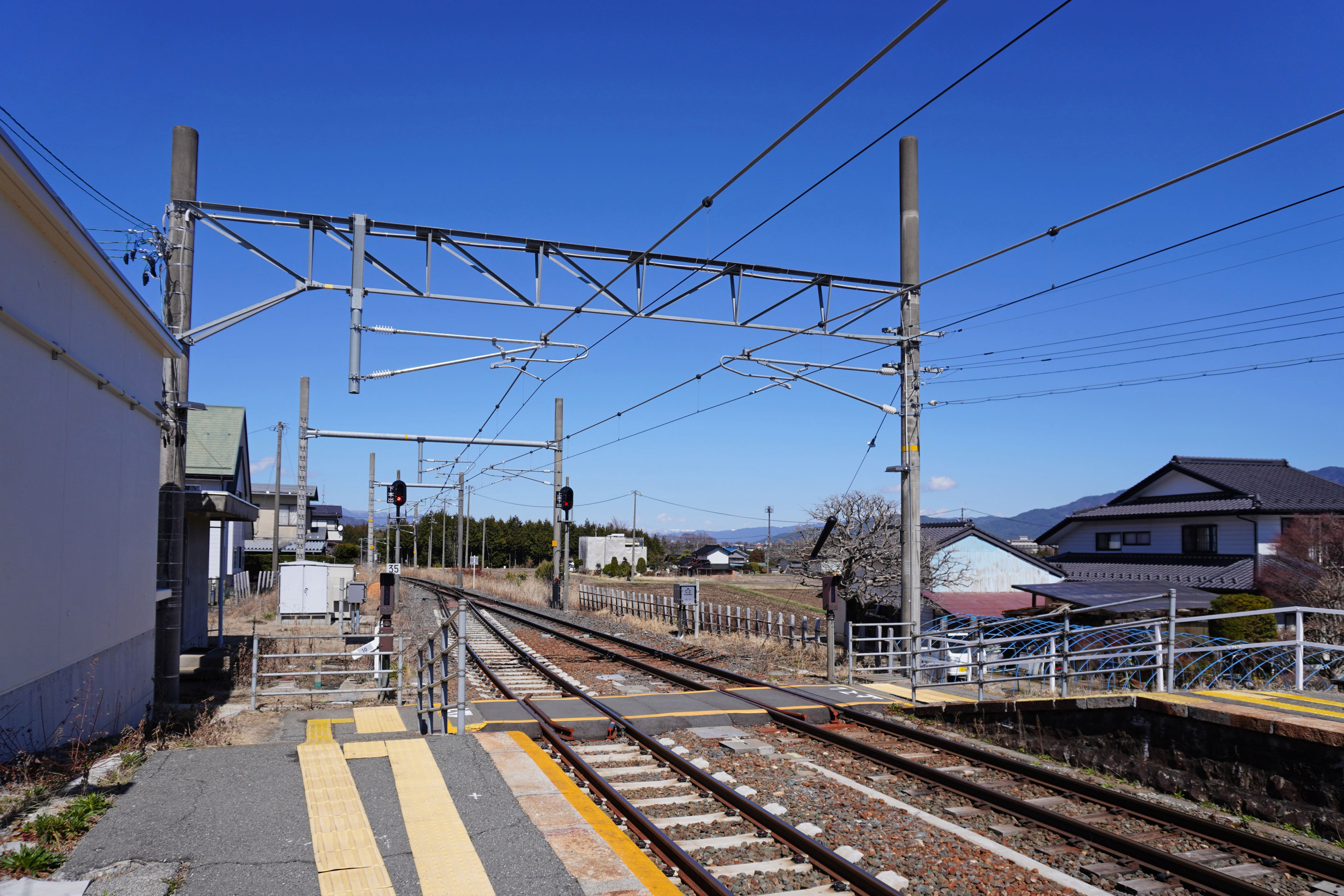
平交道(2023年3月)

## 車站構造
- 相對式月台，2面2線，可以列車交會。
- 地上車站。
- 由伊那市站管理的無人站。
- 設有混凝土造成的站舍和候車室。
- 車站西南方有一條專用線，供給住友水泥使用。但在1982年（昭和57年）廢用。

### 月台配置
| 月台 | 路線   | 方向 | 目的地           |
| ---- | ------ | ---- | ---------------- |
| 1    | 飯田線 | 下行 | 辰野方向         |
| 2    | 飯田線 | 上行 | 飯田、天龍峽方向 |

## 車站周邊
- 國道153號
- 駒根工業高校 - 許多學生使用此站。
- 琴傳流本社

## 历史
- 1914年（大正3年）12月26日 - 伊那電車軌道（1919年改名為伊那電氣鐵道）赤穗站（現在的駒根站）至伊那福岡站延伸段啟用，新設伊那福岡站，終點站。
- 1915年（大正4年）7月24日[2] - 伊那電車軌道伊那福岡站至伊那福岡臨時停車終點站延伸段啟用。車站成為中途站。
- 1918年（大正7年）2月11日 - 伊那電車軌道的伊那福岡臨時停車終點站至飯島站延伸段啟用。伊那福岡臨時停車終點站停用。
- 1943年（昭和18年）8月1日 - 伊那電氣鐵道線國有化，成為國鐵飯田線車站。
- 1971年（昭和46年）12月1日 - 貨物與行李（不包括專用線的貨物）起卸服裝停止。
- 1982年（昭和57年）11月1日 - 專用線的貨物起卸服裝停止，只有旅客服務。
- 1983年（昭和58年）2月24日 - 車站成為無人站。
- 1987年（昭和62年）4月1日 - 因國鐵分割民營化，本站成為東海旅客鐵道的車站。
- 2004年（平成16年）2月 - 現時的候車室完成。

## 相鄰車站
東海旅客鐵道
 飯田線
■快速「水篶」
飯島－伊那福岡－小町屋
■普通
田切－伊那福岡－小町屋